# 미나미구 (니가타시)
미나미구(일본어: 南区)는 일본 니가타현 니가타시의 행정구 중 하나이다.
시로네 지구(구 시로네시)의 거의 전역, 아지카타 지구(구 아지카타촌)의 거의 전역, 쓰키가타 지구(구 쓰키가타촌)의 거의 전역으로 구성되어 있고 구청은 시로네 지구에 있다. 또한 구역에는 이외에도 현 고난구 지역인 소노키 지구와 료카와 지구 중 시나노강 좌안 지역, 현 니시칸구 지역인 나카노쿠치 지구(구 나카노쿠치촌)의 월경지가 포함된다. 또 아지카타 지구, 쓰키가타 지구의 구 가타히가시촌, 구 나카노쿠치촌의 월경지는 니시칸구의 구역이다.

## 지리
시나노강과 나카노쿠치강으로 둘러싸인 모랫등의 대부분을 차지한다. 농업은 벼농사, 과수 재배가 번성한다. 나카노쿠치강을 사이에 두고 맞은 편에 있는 시로네 지구와 아지카타 지구 사이에서 열리는 연 날리기 대회가 유명하다. 또 쓰키가타 지구는 모퉁이 가쿠베지시(사자춤) 및 낫의 생산으로 유명하다.

## 역사
- 2005년 3월 21일 - 시로네시, 아지카타촌, 쓰키가타촌이 니가타시에 편입되었다.
- 2007년 4월 1일 - 니가타시가 정령지정도시로 지정되면서 미나미구가 설치되었다.

## 교통

### 도로
- 국도 8호선
- 국도 460호선